# Portowa Straż Pożarna „Florian”

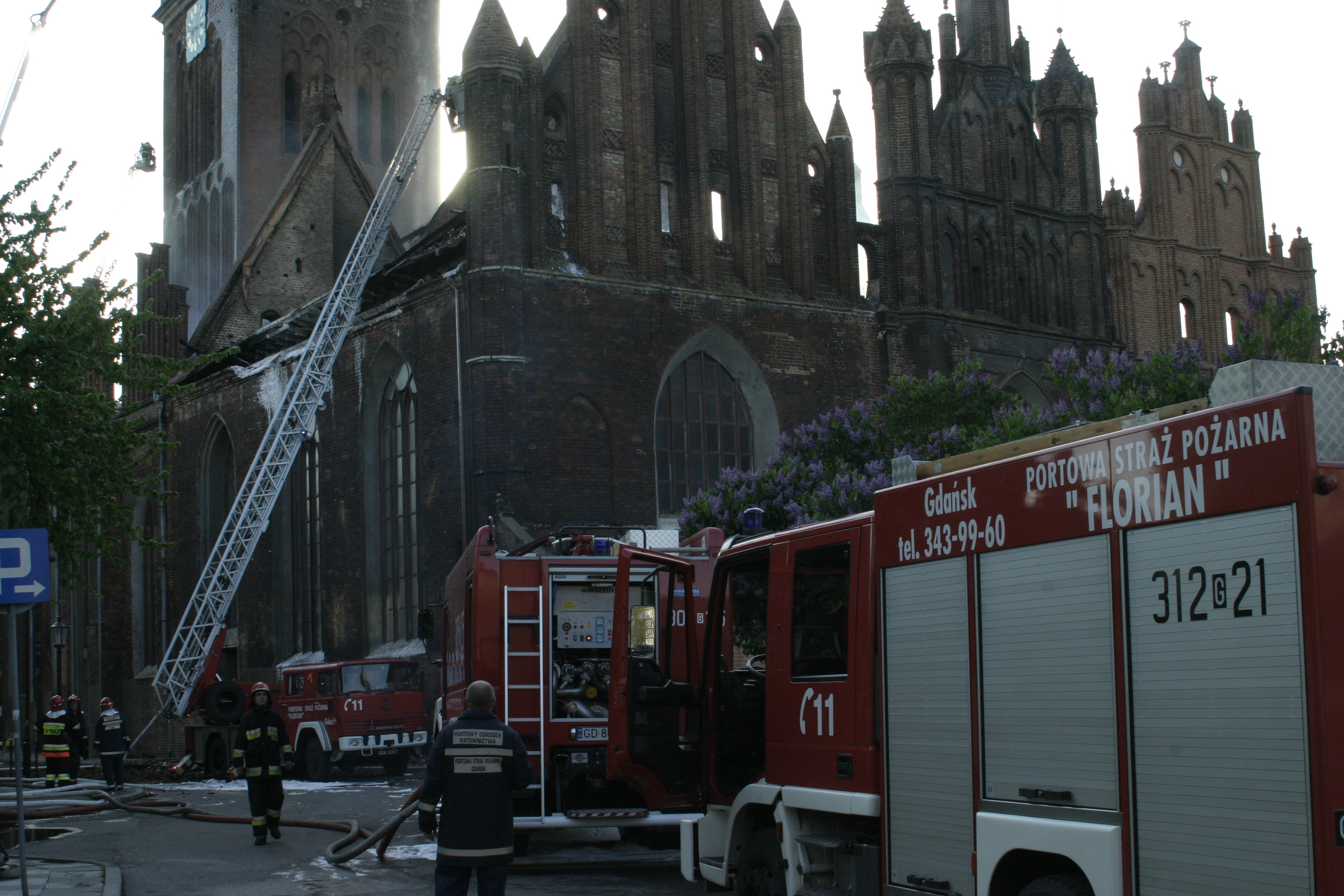
PSP Florian podczas gaszenia Kościoła św. Katarzyny

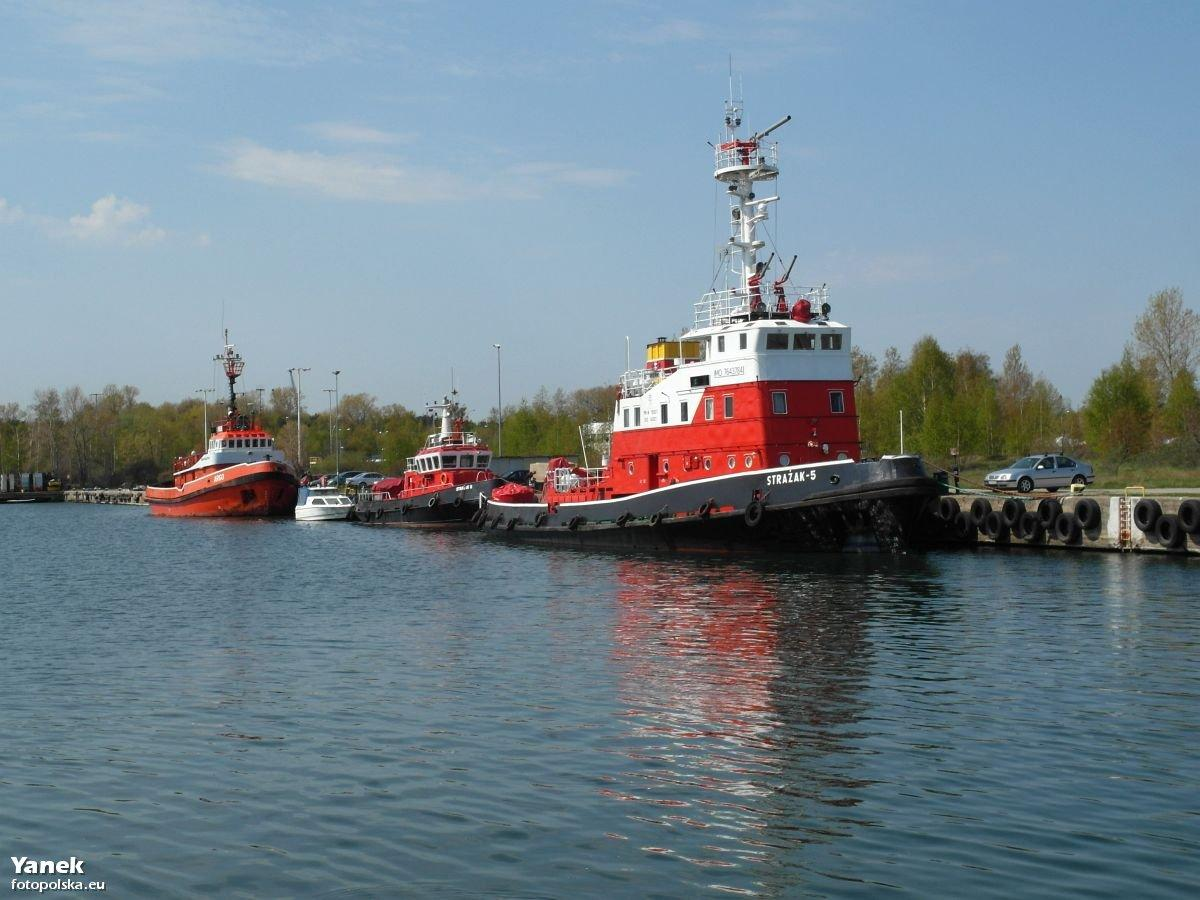
Statki pożarnicze PSP Florian

Portowa Straż Pożarna „Florian” – jednostka ochrony przeciwpożarowej zajmująca się ochroną portu morskiego Gdańsk, przyległych dzielnic miasta Gdańsk oraz bezpieczeństwem i ekologią wód portowych i Zatoki Gdańskiej. Została utworzona w 1991 na bazie powstałej w 1947 roku Portowej Straży Pożarnej.

## Historia
Od 1946 w porcie gdańskim wzrastał przeładunek towarów, a tym samym zagrożenie pożarowe, któremu nie mogła podołać nieliczna obsada IV Oddziału Miejskiego Zawodowej Straży Pożarnej w Nowym Porcie. W związku z tym 1 września 1946 roku powołano Portową Straż Pożarną. Jej trzon stanowiło 25 funkcjonariuszy pożarnictwa z IV Oddziału.
Początkowo jednostka nie posiadała zaplecza koszarowego, sprzętu gaśniczego i ochronnego, brakowało również sprzętu zmechanizowanego i transportowego. W uzyskanym przy ul. Zamkniętej 13 baraku urządzono własnymi siłami strażnicę. Wyremontowano także zdewastowany i porzucony przez Niemców samochód typu LF – „Klockner”.
Ze względu na rozległość portu oraz jego podział przez Kanał Portowy utworzono oddziały na wyspie Ostrów (obecnie Zakładowa Zawodowa Straż Pożarna Gdańskiej Stoczni „Remontowej”) oraz na wschodnim nabrzeżu Kanału na tzw. Wisłoujściu. W latach późniejszych powstał także oddział statków pożarniczych.
W 1948 powołano Ośrodek Wyszkolenia Pożarnictwa Morskiego, który szkolił kadrę dla potrzeb własnych oraz dla innych jednostek. W 1951 oddano do użytku nowoczesną strażnicę. Jednocześnie nastąpiła poprawa jeżeli chodzi o zaopatrzenie w sprzęt gaśniczy i specjalistyczny. Straż otrzymała również swój pierwszy statek pożarniczy m/s „Płomień” pochodzący z demobilu.
Zgodnie z przepisami dotyczącymi bezpieczeństwa życia na morzu (późniejsze SOLAS) port był zobowiązany do utrzymywania jednostki straży pożarnej o odpowiedniej wielkości i wyposażeniu. Zakupiono samochody pożarnicze: gaśniczy „Scania – Vabis” oraz drabinę mechaniczną „Mery Water”. Załoga we własnym zakresie wyremontowała i przystosowała do potrzeb porzucone samochody (m.in. Denis, Mack, Fordson). W miejsce wysłużonego statku m/s „Płomień” w 1952 zbudowano m/s „Strażak 1”, a następnie m/s „Strażak 2”. W 1966 zakupiono ciężki statek pożarniczy m/s „Strażak 3”. Efektem tych działań był znaczny spadek ilości pożarów z 60 w latach 40. do 18 w roku 1952.
Lata 50. i późniejsze to także sukcesy Portowej Straży Pożarnej w sporcie pożarniczym. Jej sportowcy często zajmowali pierwsze miejsca w województwie i kraju.
Wraz z budową Portu Północnego powstał II Oddział Portowej Straży Pożarnej przy ul. Mjr Sucharskiego. Zakupiono nowoczesny sprzęt firm Rosenbauer i Magirus oraz dwa ciężkie statki pożarnicze m/s „Strażak 4” i m/s „Strażak 5”. Na bazie Portowej Straży Pożarnej powstała grupa desantowa, która współpracowała z ratownictwem morskim w oparciu o śmigłowce Przedsiębiorstwa Usług Lotniczych. Grupa ta wielokrotnie brała udział w akcjach i ćwiczeniach na morzu.
W 1987 Portowa Straż Pożarna zatrudniała 370 osób, w tym 22 oficerów i chorążych, posiadała na swym stanie 19 samochodów gaśniczych, specjalnych i pomocniczych, 4 statki pożarnicze oraz inny sprzęt ratowniczy i pomocniczy.
Portowa Straż Pożarna zakończyła działalność w 1991 wraz z powołaniem, pod wpływem zmian organizacyjnych w Porcie Gdańskim, spółki pracowniczej Portowa Straż Pożarna „Florian” Sp. z o.o.

## Struktura organizacyjna PSP „Florian”
Portowa Straż Pożarna „Florian” składa się z 5 oddziałów:
- oddziału I – umiejscowionego w lewobrzeżnej części portu (Nowy Port),
- oddziału II – zabezpieczającego prawobrzeżną część portu (Westerplatte),
- oddziału Technicznego Zabezpieczenia Przeciwpożarowego Bazy Paliw,
- Autoryzowanego serwisu sprzętu przeciwpożarowego,
- Ośrodek Kształcenia i Doskonalenia Zawodowego przy PSP Florian w Gdańsku

Ze względu na wzrost znaczenia wschodniej części Portu, siedziba firmy została przeniesiona z Nowego Portu na oddział II przy ul. mjr. H. Sucharskiego 71 na Westerplatte.

## Zadania, wyposażenie i zatrudnienie
Portowa Straż Pożarna „Florian” zajmuje się ochroną przeciwpożarową, ekologiczną portu morskiego Gdańsk, akwenów portowych, firm i spółek portowych (zwłaszcza przeładowujących paliwa, materiały niebezpieczne, kontenery) oraz przylegających do Portu części miasta Gdańsk (Nowy Port, Brzeźno, Stogi, Przeróbka).
Istotną formą działania są asysty, podczas których reakcja na zapłony technologiczne jest natychmiastowa. Ten typ zabezpieczenia sprawdził się już wielokrotnie i uniemożliwił powstanie pożarów znacznych wielkości (np. podczas prac z ogniem otwartym na rurociągach paliwowych).
Spółka posiada nowoczesne ciężkie i średnie samochody gaśnicze, proszkowy, ratownictwa technicznego, pomocnicze oraz specjalistyczny sprzęt. Ostatnim nabytkiem jest system gaśniczy COBRA, zdolny gasić pożary wewnętrzne przez drzwi i ściany. W porcie COBRA jest wyjątkowo przydatna do gaszenia pożarów przez burty statków, czy też ściany kontenerów bez ich otwierania.
We wszystkich oddziałach Spółki jest zatrudnionych ok. 100 osób. Są to strażacy przeszkoleni w państwowych szkołach pożarniczych, posiadający dodatkowe szkolenia do pracy w warunkach morskich (ITR) oraz szereg innych (wysokościowe, medyczne). Pracownicy Portowej Straży Pożarnej „Florian” często niosą także pomoc w czasie wolnym i stanowią trzon najlepszych Ochotniczych Straży Pożarnych województwa pomorskiego.
Spółka osiada certyfikat jakości ISO 9001.

## Pozostała działalność
Portowa Straż Pożarna „Florian” posiada Ośrodek Kształcenia i Doskonalenia Zawodowego, w skład którego wchodzą trenażery do ćwiczeń (komory: termiczna, dymowa, symulator pożarów helideku z makietą śmigłowca, stanowiska stałych i półstałych instalacji gaśniczych, praktycznej obsługi gaśnic i agregatów gaśniczych, uszczelniania wycieków i usuwania rozszczelnień). W ramach Ośrodka działa też Strażacka Szkoła Przetrwania.
Spółka prowadzi również Warsztat Naprawy i Konserwacji Sprzętu Pożarniczego, który świadczy usługi serwisowe tego sprzętu na statkach, w spółkach portowych, firmach związanych z morzem (w tym platformach wiertniczych) oraz z terenu województwa pomorskiego.

## Największe akcje
Portowa Straż Pożarna „Florian” uczestniczyła w wielu akcjach gaśniczo–ratowniczych na terenie Portu, miasta Gdańsk i kraju. Brała udział m.in. w akcjach na statkach: m/s „Astrid”, m/s „Stalowa Wola”, m/s „Maria Konopnicka”, pożary w Port-Service, poza portem: pożar w hali Stoczni Gdańskiej, usuwanie skutków wybuchu gazu w wieżowcu w Gdańsku, pożar Kościoła św. Katarzyny w Gdańsku, pożar Rafinerii Gdańskiej, powodzi tysiąclecia na południu Polski oraz wielu innych.